# Office national des chemins de fer
L’Office national des chemins de fer (ONCF) est un établissement public marocain chargé de l'exploitation du réseau ferroviaire du pays. Sous forme d'un établissement public à caractère industriel et commercial avec autonomie financière, il est créé en 1963 et placé sous la tutelle administrative du ministère du transport et de la logistique.

## Historique

### Création
L'Office national des chemins de fer a été constitué le 1er janvier 1963 par le rachat des trois concessions qui reliaient l'ancienne capitale marocaine Fès à l'atlantique à l'ouest (Compagnie des chemins de fer du Maroc (CFM)), au réseau ferré algérien à l'est (Compagnie du chemin de fer du Maroc oriental (CMO)) et à la Méditerranée au nord (Compagnie franco-espagnole du Tanger-Fès (TF)), subsistant comme concessionnaires distincts pendant le protectorat, afin de fusionner l'exploitation de ces trois réseaux. L'ONCF est aujourd'hui membre de l'Union internationale des chemins de fer (UIC), de l'Union arabe des chemins de fer (UACF) et du Comité du transport ferroviaire maghrébin (CTFM).

### Statut et missions
L'ONCF a depuis sa création gardé son statut d'établissement public, ayant pour objectif d'assurer les missions suivantes :
- l’exploitation du réseau ferroviaire national marocain ;
- les études, la construction et l’exploitation des lignes nouvelles des chemins de fer ;
- l’exploitation de toutes les entreprises se rattachant directement ou indirectement à l’objet des missions du secteur ferroviaire local.

### Évolution institutionnelle
Afin d'ouvrir le marché ferroviaire marocain à la concurrence, l'ONCF s’apprête à être bientôt transformé en Société Anonyme (SA), Elle sera baptisée SMCF (Société Marocaine des Chemins de Fer). La future SMCF est une société anonyme dont le capital sera, dans un premier temps, détenu à 100 % par l’État.

### Anciens présidents
- Moussa Moussaoui
- Mohammed El Alej
- Karim Ghellab
- Mohamed Rabie Khlie (en fonction)

## Le réseau ferré
Le réseau ferroviaire marocain est, à l'instar des réseaux ferrés des différents pays africains, assez peu dense, la concentration des populations et des zones d'activités en dehors du Sahara et des hauts reliefs de l'Atlas n'ont pas incité l'opérateur ONCF à développer son réseau dans ces régions. À fin 2013 l'ONCF dispose d'un total de 2 200 km de lignes de voies ferroviaires dont 1 014 km sont électrifiées. Les 2 200 km de lignes sont toutes toujours en activité et gérées par l'ONCF comme opérateur unique de maintenance y compris les embranchements particuliers vers ses clients cimentiers, sidérurgistes, industriels, agroalimentaires et miniers. Ce réseau de voies ferrées est composé comme suit:
- 2 200 km total de lignes ferroviaires en activité ;
- 736 km d'embranchements particuliers, de voies de service et de traitement logistique ;
- 2 110 km de lignes principales à écartement UIC exploitées pour le transport de fret et passagers;
- 1 965 km de ces lignes sont en Long Rail Soudé LRS (93 % du réseau);
- 1 300 km de lignes électrifiées (60 % du réseau);
- 640 km de lignes à double voies (30 % du réseau).

Le réseau de l'ONCF s'étend sur 2 110 km en 2014. Il est certes d'un linéaire assez modeste (8e réseau en Afrique), cependant, malgré sa taille restreinte il totalise un grand nombre de passagers (38 millions de passagers, deuxième rang en Afrique derrière l'Algérie avec 43 millions de passagers) comparativement à d'autres réseaux ferrés africains à l'échelle continentale. Les pays anglophones africains prennent en compte dans leurs statistiques les passagers des métros et des trains de banlieue alors que le transport passagers longues distances est quasiment réduit à néant depuis l'arrivée des autoroutes.
Le réseau actuel marocain est à écartement uniforme UIC et relativement bien entretenu : 93 % du rail marocain est renouvelé et transformé en Long Rail Soudé (LRS) ce qui confère un bon confort d'usage pour le trafic passagers notamment pour les trains couchettes, l'axe le plus sollicité du réseau est situé entre Casablanca et Tanger (400 km) qui a été triplé entre Kénitra et Casablanca, le taux d'électrification (actuellement de 60 %) est censé atteindre 90 % en 2018 après la mise en service de la LGV Tanger - Kénitra. Mais l'électrification de la ligne Fès - Oujda est encore repoussé à une durée indéterminée.
L'ensemble du réseau ferré de l'ONCF est à écartement uniforme standard, il est maintenu régulièrement et gardé entièrement en service pour fret et passagers excepté la ligne de 304 km situé entre Oujda et Bouarfa vers le Sahara où le service passagers régulier a été supprimé en raison de l'ensablement des rails et de sa non compétitivité face à la route. Elle est cependant exploitée à une très faible vitesse pour les groupes touristiques par un train touristique mythique baptisé "Oriental Desert Express" quelques rares fois à dates fixes dans l'année ou sur réservation à tout moment souhaité pour les groupes de passionnés de trains. C'est à bord de ce train qu'a eu lieu le tournage du film Spectre le 24e épisode de la série 007. La réservation d'un circuit à bord de l'Oriental Express coûte 1 990 Euros par place en 2016, les dates fixes sont souvent sélectionnées en dehors de l'été afin d'éviter les tempêtes de sable. La ligne est aussi exploité par le fret à raison de trois trains par semaine.

## Activités

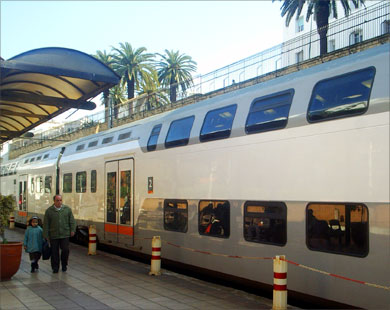
La Z2M prototype grise dans la gare de Rabat-ville

### Chiffre d'affaires
L'ONCF continue sa croissance sur son secteur d'activité voyageurs (39.6 millions de passagers en 2014 contre 38 millions en 2013) cependant, l'activité fret a été affectée par la mise en place d'un pipeline géant pour le transport de phosphates depuis le deuxième semestre 2014 par l'Office Cherifien des Phosphates (OCP), le transport de marchandises s'est rétracté à 34.6 millions de tonnes en 2014 contre 36 millions en 2013. L'activité passagers a permis de stabiliser le chiffre d'affaires du groupe à 3.6 milliards de dirhams en 2014 1 % (2.15 MM MAD fret, 1.45 MM MAD transport passagers).

### Transport de voyageurs
Cette section ne s'appuie pas, ou pas assez, sur des sources secondaires ou tertiaires indépendantes du sujet. Le texte peut contenir des analyses inexactes ou inédites de sources primaires.
Pour l'améliorer, ajoutez-en, ou placez des modèles {{Source secondaire souhaitée}} ou {{Source secondaire nécessaire}} sur les passages mal sourcés. (novembre 2023)
En 2014, l’ONCF a transporté 39.5 millions de voyageurs (4 %) avec un taux de 5.3 milliards de passagers km stable par rapport à 2013.
- Une concurrence avec la route maîtrisée

Contrairement à la plus grande partie des pays européens où le trafic interne passagers par autocar a été depuis très longtemps interdit, l'ONCF a été très confrontée à la concurrence du bus depuis l'expansion rapide des autoroutes et des voies express au Maroc. Si l'arrivée des autoroutes a poussé beaucoup d'opérateurs ferroviaires à travers le monde à stopper complètement l'activité passagers longues distances. Cependant l'ONCF a souvent pu réagir à temps pour garder ses parts de marché face au bus et à la voiture. A travers l'électrification progressive des lignes, leurs dédoublements et leurs mises à niveau des lignes qui ont été fructueuses. Aujourd'hui toutes les agglomérations proches d'un million d'habitants sont reliées par train électrique rapide et celles de populations très modestes sont connectées en transport combiné train+route par des bus Supratours filiale de l'ONCF avec des horaires cadencés sur les trains. Les agglomérations dépassant un million d'habitants (Fès, Rabat, Salé, Casablanca, Meknes, Kénitra) sont quant à elles connectées par une ligne dédoublée et mise à niveau pour des vitesses allant de 140 à 160 km/h. Depuis 2018, les deux autres villes d'un million d'habitants ont été dédoublées qui sont Marrakech. Le dédoublement avec Casablanca complété et ouvert à la circulation en 2018. Et Tanger par le triplement de la ligne entre Kénitra et Casablanca ouvert à la circulation en fin 2018 et la mise en service du TGV entre Tanger et Casablanca et de la LGV Tanger -Kénitra)[réf. nécessaire].
- Des travaux lourds sur les axes les plus sollicités

Grâce à ces efforts l'ONCF a pu doubler le nombre de ses passagers pendant la dernière décennie (18 millions en 2004 à 39.5 millions en 2014) malgré le passage du total d'autoroutes au Maroc de 500 à 1 600 km pendant cette même période.En Eté 2015 en dépit des travaux qui étaient en cours sur une bonne partie de son réseau, l'ONCF annonce la mise en circulation de 250 trains passagers par jour. Les travaux en cours ont engendré beaucoup d'insatisfaction et de retards en 2014 et ont eu un impact sur l'affluence des voyageurs sur les parties concernées. À cause des travaux de triplement de voies entre Rabat et Casablanca la ligne Rabat-Fès dépasse pour la première fois (9.4 millions de passagers 37 % en 2014) la ligne la plus historiquement achalandée Casablanca-Rabat (9.15 millions en 2014).
- Un système de supervision de trafic qui a fait ses preuves en Espagne

En plus des mises à niveau et des dédoublements réalisés sur le réseau un des grands éléments qui est passé inaperçu du grand public mais qui a été aussi déterminant a été le choix par l'ONCF du système de gestion du trafic rail Da Vinci élaboré par l'Opérateur espagnol ADIF un système qui avait fait ses preuves sur le réseau de grande vitesse en Espagne.
- Un réseau entièrement à écartement UIC un atout de taille

Contrairement à beaucoup de chemins de fer africains où une grande partie des réseaux sont à écartement métrique difficile à mettre à niveau et à rendre compétitifs face au transport routier et où les seules lignes subsistantes sont utilisées à des fréquences de un train par jour ou par semaine l'ONCF assure des dessertes allant jusqu'à chaque 15 minutes par sens entre Rabat et Casablanca soit 112 rotations de trains passagers par jour, 48 rotations Rabat - Fès, 30 rotations Fès - Tanger (4 directes et 18 via correspondance à Kénitra), 22 rotations quotidiennes Casablanca-Tanger (rehaussé à 30 par jour après la mise en place du TGV), 18 rotations Marrakech-Casablanca (porté à 60 rotations après achèvement des travaux de la ligne rail Casablanca-Marrakech[source insuffisante]) et 4 trains par jour Taza-Fès, les autres lignes sont assurées à raison de moins de dix rotations par jour. Au moment de l'inauguration de la gare de Tanger Med l'ONCF avait commencé une desserte par navettes rapides rail de huit trains par jour et tablait sur une réévaluation à 16 trains par jour[source insuffisante] cependant, l'absence du succès de cette desserte a poussé l'opérateur ONCF à réduire cette ligne à deux trains par jour en dehors de l'été. Elle a été finalement supprimée en 2019.
- Modulation des trains selon l'affluence

Contrairement à ses surestimations de trafic sur la ligne Tanger-Tanger Med l'ONCF fait face à un afflux massif de voyageurs sur ses autres lignes et affrète des trains supplémentaires pendant les vacances tout en augmentant le nombre de voitures par train, les puissantes locomotives électriques "Prima II" lui permettent de dépasser parfois vingt voitures passagers tractées afin d’accroître le nombre de places assises. L'ONCF pratiquait la réservation de place uniquement pour la première classe, les billets de seconde classe quant à sont vendus et valables sur n'importe quel train de la journée d'achat, l'opérateur avait longtemps communiqué sur l'importance d'anticiper les départs afin d'éviter les heures de pointe sans succès auprès de ses passagers, le seul moyen que l'ONCF avait trouvé est d’aligner des trains courts en heures creuses et des trains très longs aux heures de pointe, il le fait donc en multipliant le nombre de voitures par locomotive ou en réalisant un attelage de deux automotrices TNR. Mais malgré cela il est possible d'acheter un billet et faire une bonne partie du trajet debout. Afin de remédier a tout cela l'opérateur marocain a mise en place un système de Yield management[source insuffisante] consistant à réduire le prix des billets de trains en heures creuses et l'augmenter en heures de pointe. Le système de réservation est généralisé pour les trains de grandes lignes avec le service Al Atlas. Cela concerne d'abord la ligne Fès-Marrakech, Oujda-Casablanca, Tanger-Kénitra, Fès-Oujda et Nador-Fès. Il est ensuite élargi pour les lignes Casablanca-Khouribga et Benguerir-Safi. Seul le service TNR n'est pas concerné par ce système-là.
- Projet d'acquisition de nouvelles voitures, nouvelles automotrices et création d'un écosystème industriel ferroviaire

L'ONCF a lancé un appel à la concurrence à partir du 13 novembre 2023 pour l'achat de 132 à 168 nouvelles automotrices. L'objectif de son renouveler la matériel roulant vieillissant et arrivé selon l'ONCF en fin de vie. Les 168 automotrices, sont constitués pour 18 d'entre elles de rames à grande vitesse, 40 pour des rames inter villes, 60 pour le service TNR et enfin 50 pour le métropolitain c'est-à-dire pour des services de type RER. L'ONCF veut aussi faire de ce projet un projet industriel. En effet elle souhaite que les entreprises qui ont répondu à cet appel, à mettre en place une unité industriel capable de pouvoir produire des trains pour le marché européen et africain. Dans le cadre de ce projet l'ONCF précise que pour les 15 première rames, celle ci seront certes produite à l'étranger, mais elles doivent être composée de 5% à 10% de taux d'intégration locale. Puis pour les 15 suivantes d'être produites au Maroc et être composés de 30% à 50% d'intégration locale. Puis pour le reste d'être produites au Maroc et d'être composée de 60% à 80%. La livraison des futures automotrices s'étale sur 4 ans entre 2027 et 2030. Le coût de ce projet s'élève à une somme de 16 milliards de dirhams. En attendant l'aboutissement de son projet d'acquisition de nouvelles automotrices. L'ONCF a lancé un appel d'offres pour l'achat de nouvelles voitures voyageurs, la rénovation des voitures existantes et de locomotives diesel. Plus en détail ce projet se divise en 3 lots. Le premier consiste à l'acquisition de 20 nouvelles voitures de 1re classe et 50 nouvelles voitures de 2de classe. Le second consiste en la rénovation de 60 voitures corail dont 44 de 2e classe et 14 ayant été accidentés. Ces 2 lots concernant les voitures de voyageurs doivent contenir dans leur production un taux d'intégration progressif. Enfin, le troisième lot concerne les locomotives diesel. Il est divisé en 2 sous-lots : Le premier concerne l'achat de 20 nouvelles locomotives diesel. Tandis que le second pour la rénovation de 10 locomotives diesel existantes en tranche ferme et 10 en option. Le coût de l'ensemble de cet appel d'offres.

### Transport de marchandises
En 2014, le trafic marchandises s'est rétracté quant à lui à 34.6 millions de tonnes mais avec taux de 5.8 milliards de tonnes km en hausse par rapport aux 5.7 Milliards de tonnes km réalisées en 2013, la baisse du transport de phosphates étant remplacé par le transport de voitures et de produits énergétiques sur des distances plus grandes. C'est dans cette même optique que le triplement de la ligne Casablanca-Kenitra a commencé et se retrouve en ce moment dans ses phases finales afin de connecter les ports de Tanger Med et celui de Casablanca. Parallèlement au transport combiné passagers, l'ONCF penche alors sur un rapprochement avec un grand transporteur routier SNTL afin d’accroître ses zones d'activité quant au transport de marchandises, de plusieurs sources différentes ce rapprochement se veut similaire aux couples SNCF/Geodis en France ou DB/Schenker en Allemagne.

## Matériel roulant
- Devant la forte activité de son matériel roulant passagers, l'ONCF projette de renouveler son parc actuel largement composé de locomotives électriques et de voitures Corail. L'opérateur marocain s’apprête à lancer un appel d'offres[18] en vue de l'acquisition de 120 nouvelles automotrices électriques pour un montant de 15 milliards de dirhams étalées de 2016 à 2025.
- L'ONCF avait commandé 12 rames TGV Euroduplex pour sa desserte Tanger - Casablanca, les deux premières rames TGV ont été reçues durant l'été 2015, les tests statiques et dynamiques ont commencé[19] sur la ligne classique et ont été poursuivis sur la LGV Tanger - Kénitra à la fin de l'année 2016.
- L'ONCF a acheté à Alstom 20 locomotives électriques Prima II dernière génération afin de densifier son offre tant sur le volet voyageurs que fret, la commande de ces 20 Prima II a été signée en novembre 2007, l'ONCF a été le premier client à faire confiance à Alstom sur ce nouveau produit qui s'est avéré par la suite un excellent atout pour les usages mixtes avec des vitesses de 120 km/h pour fret et 160 km/h pour les passagers[20].
- L'ONCF avait reçu à partir du 2 août 2006 sa commande de 24 automotrices duplex électriques rapides (180 km/h[21]) et de grande capacité (400 places assises)[22], une commande passée auprès du constructeur italien Ansaldo Breda en 2002.
- L'ONCF procède à la rénovation de ses propres rames et a également signé un partenariat avec la SNCF afin d'acquérir des rames Corail auprès de l'entreprise française afin de les rénover dans ses ateliers au Maroc et les réaménager à ses propres exigences. 5 locomotives CC 72000 ont aussi été rachetées à la SNCF.
- L'office a également acquis plusieurs wagons de marchandises et restaure régulièrement son propre matériel roulant. L'ONCF procède progressivement au renouvellement de ses rames afin de se conformer aux normes des standards internationaux de qualité et de confort. Ceci lui a permis de décrocher la norme ISO 9001-2000.

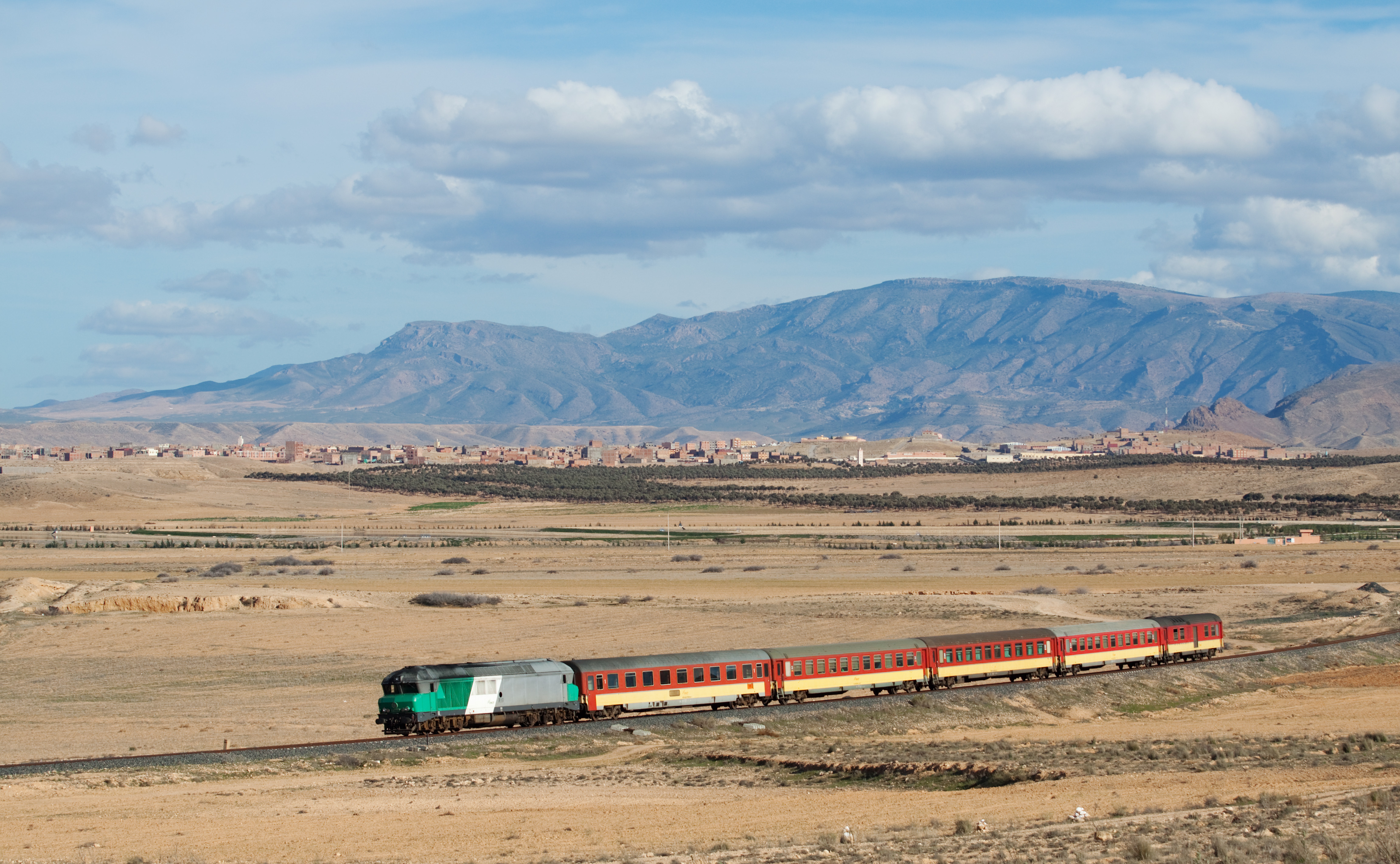
Train de voyageurs tracté par une ancienne CC 72000 de Fret SNCF.
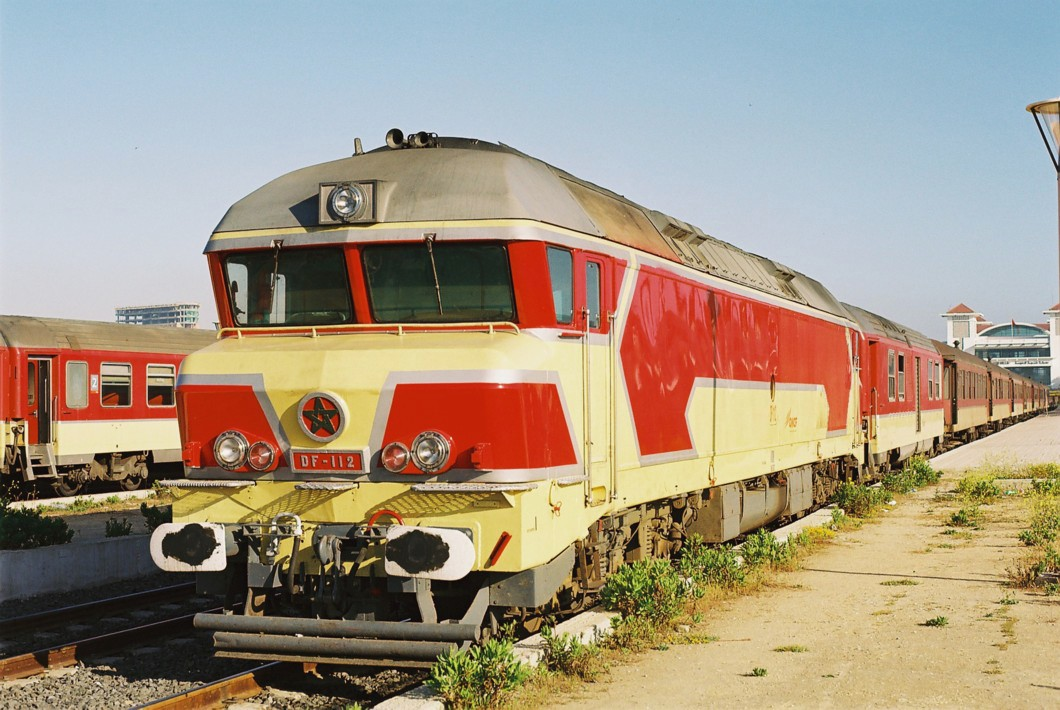
Locomotive DF 112 (dérivée des CC 72000), à la gare de Tanger-Ville.
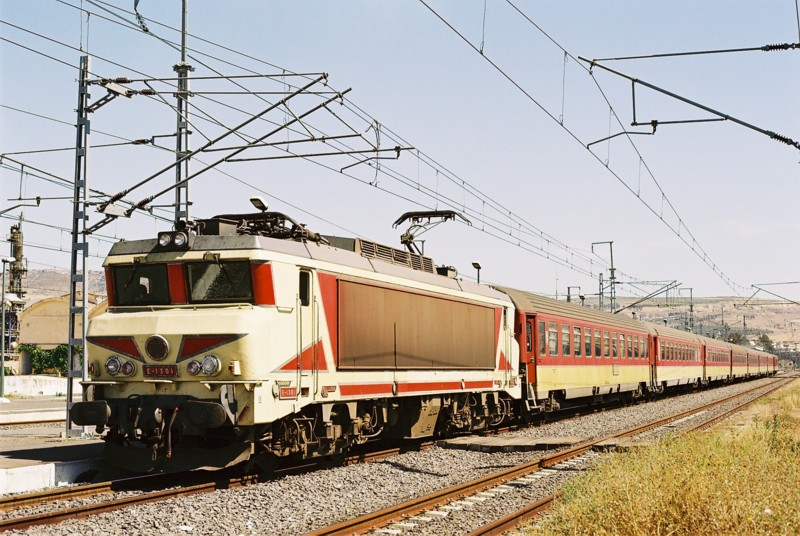
Locomotive E 1300 (dérivée des BB 7200), tractant un train composé de voitures Corail.
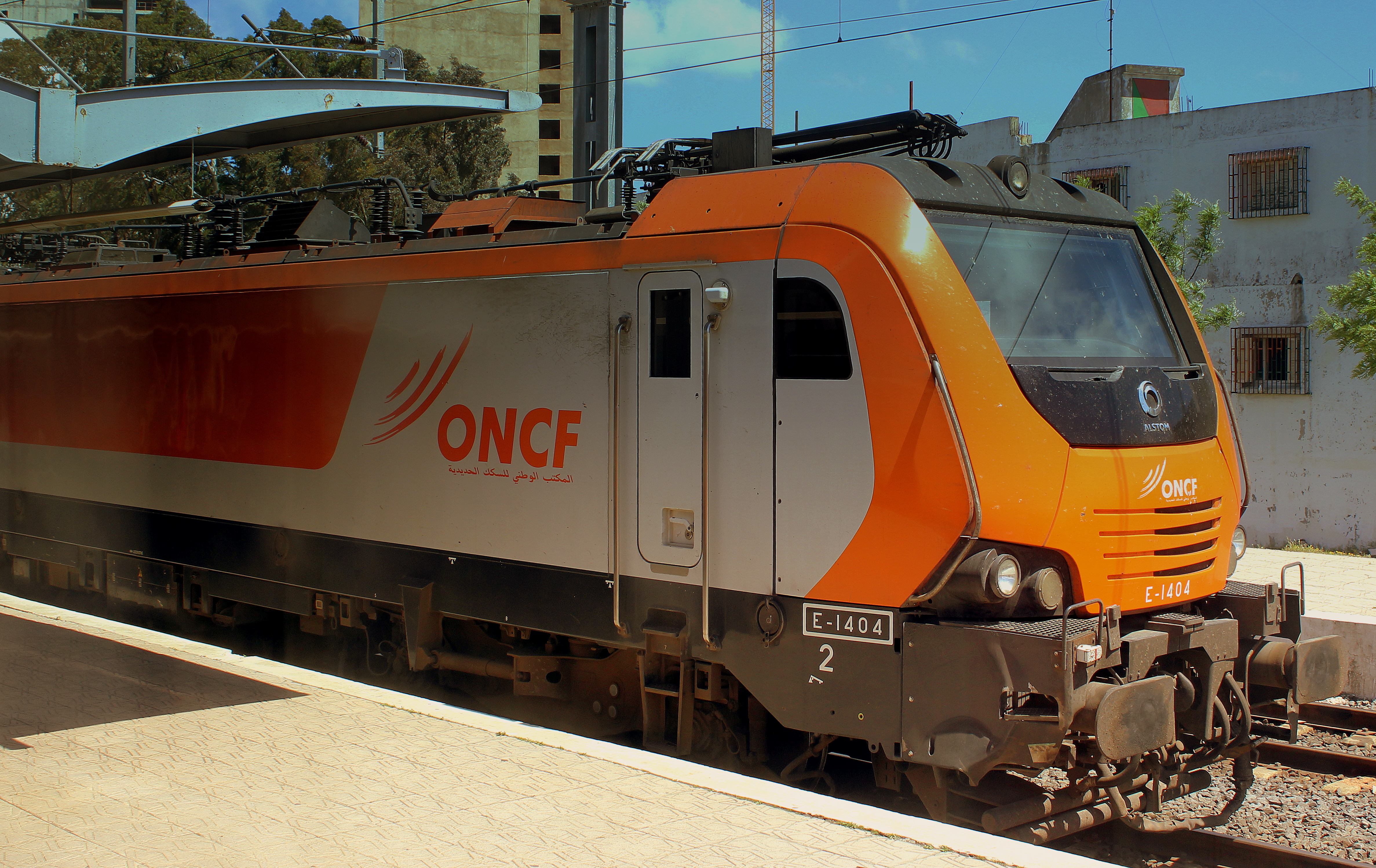
Locomotive E 1400 (dérivée des Prima II), à la gare de Tanger-Ville.
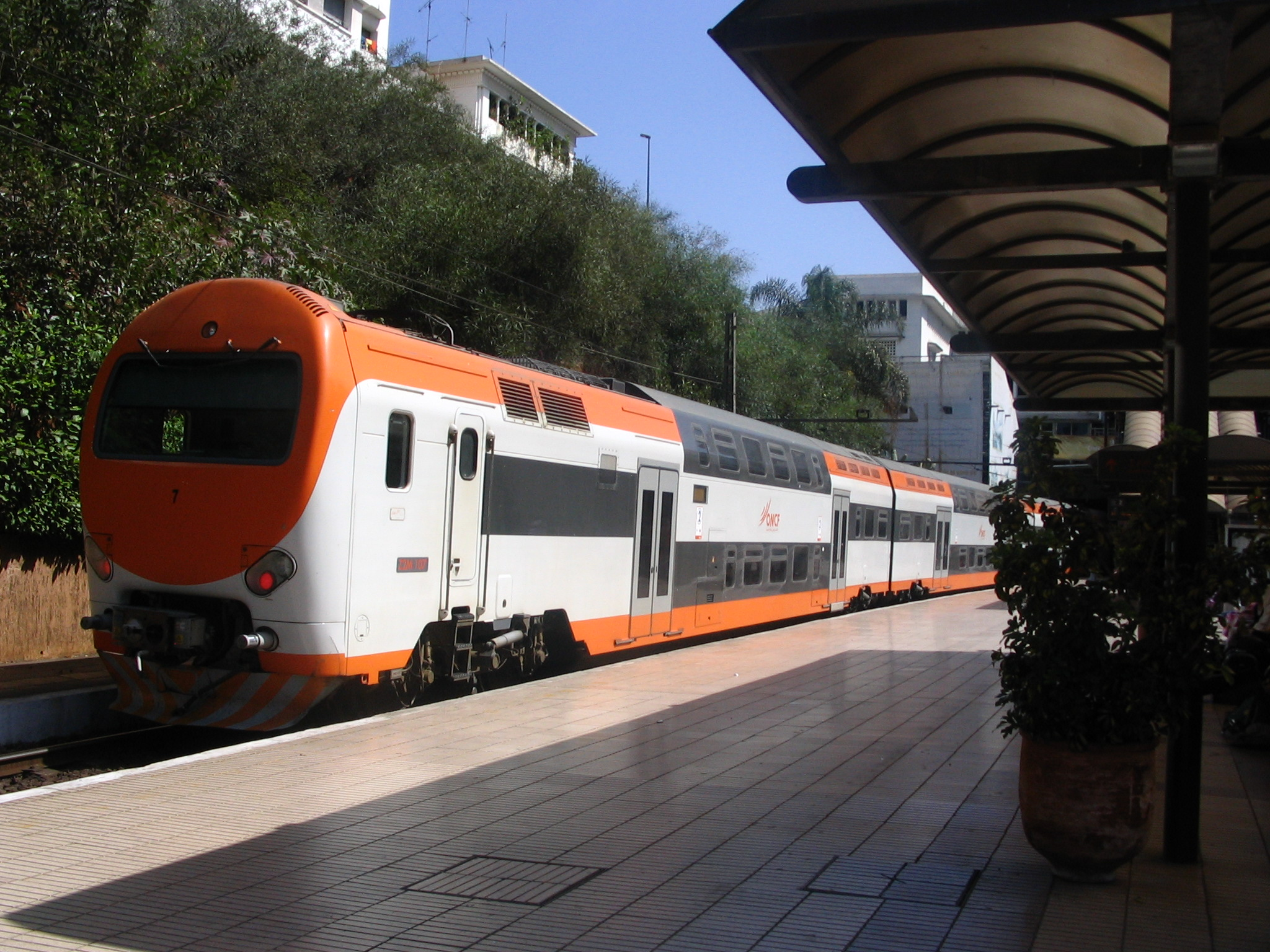
Automotrice Z2M (dérivée des TAF), quittant la gare de Rabat-Ville.

## Développements récents
Le Maroc a consacré une somme de 18 milliards de dirhams (1,5 milliard d'euros) au développement de son réseau de chemins de fer dans le cadre du contrat-programme 2005-2009, une partie des projets lancés s'est terminé en 2010. Parmi les principaux objectifs réalisés on peut citer les efforts d'optimisation des dessertes aussi bien fret que pour les passagers et qui tournent autour des axes suivants:
- La construction de 209 km de nouvelles voies pour le fret (117 km vers Nador port et 92 km[23] vers Tanger Med) ouverts à la circulation respectivement en 2008 et en 2009;
- L'électrification de 302 km de voies existantes (255 km de Sidi Kacem vers Tanger-Med et 47 km de Sidi Yahia à Belkciri) ;
- Le doublement de voies sur 258 km (115 km de Sidi Kacem vers Fès + 143 km de Casablanca vers El jadida[24] et vers Sidi Aïdi) ;
- Augmentation des dessertes à hauteur de 110 trains par jour en 2005 et 228 trains par jour en 2010[25] ;
- Raccourcissement des temps de trajet d'une heure sur les axes Rabat - Tanger ainsi que sur Rabat - Fès.

### Extensions réseau
- L'amélioration des liaisons ferroviaires entre la gare de Tanger-Ville et le complexe portuaire Tanger Med (le nouveau port de Tanger) situé dans la région de Oued Rmel, avec création d'une ligne nouvelle en voie unique électrifiée en 2011 de 45 kilomètres entre ces deux sites. D'un coût total de 3,2 milliards de dirhams, cette ligne ferroviaire permet de relier le port de Tanger Med au réseau national. Elle a été inaugurée le mercredi 17 juin 2009 par le roi Mohammed VI.
- La construction d'un raccord de 47 kilomètres entre Sidi Yahya el Gharb et Mechra Bel Ksiri (évitant la jonction de Sidi Kacem) et l'électrification totale de la ligne depuis Sidi Yahya el Gharb jusqu'à Tanger. Ceci a raccourcit les temps de parcours Casablanca-Rabat-Tanger d'une heure et permet le développement du trafic des conteneurs. La ligne est entrée en service en 2009[26].
- La ligne à voie unique Taourirt-Nador, d'une longueur de 117 km, desservant une région riche en minerais. Elle a été inaugurée par le roi Mohammed VI le 1er juillet 2009[27]. Sept gares ont été construites sur cette ligne.
- Le doublement des voies entre la Province de Nouaceur et Jorf Lasfar, commencé en 2005 et qui s'est achevé en 2007.
- La rectification du tracé et le doublement du tronçon Meknès-Fès, qui s'est achevé en janvier 2007, après une mise en service partielle entre Sidi Kacem et Meknès dès juillet 2005.
- La rectification du tracé et le doublement de la ligne Berrechid-Marrakech de manière progressive et qui s'est achevé complètement et mise en service en décembre 2018. Ce qui a permis la réduction du temps de trajet entre Casablanca et Marrakech d'une heure.

### Agrandissement des gares
Cette section ne s'appuie pas, ou pas assez, sur des sources secondaires ou tertiaires indépendantes du sujet. Le texte peut contenir des analyses inexactes ou inédites de sources primaires.
Pour l'améliorer, ajoutez-en, ou placez des modèles {{Source secondaire souhaitée}} ou {{Source secondaire nécessaire}} sur les passages mal sourcés. (novembre 2023)

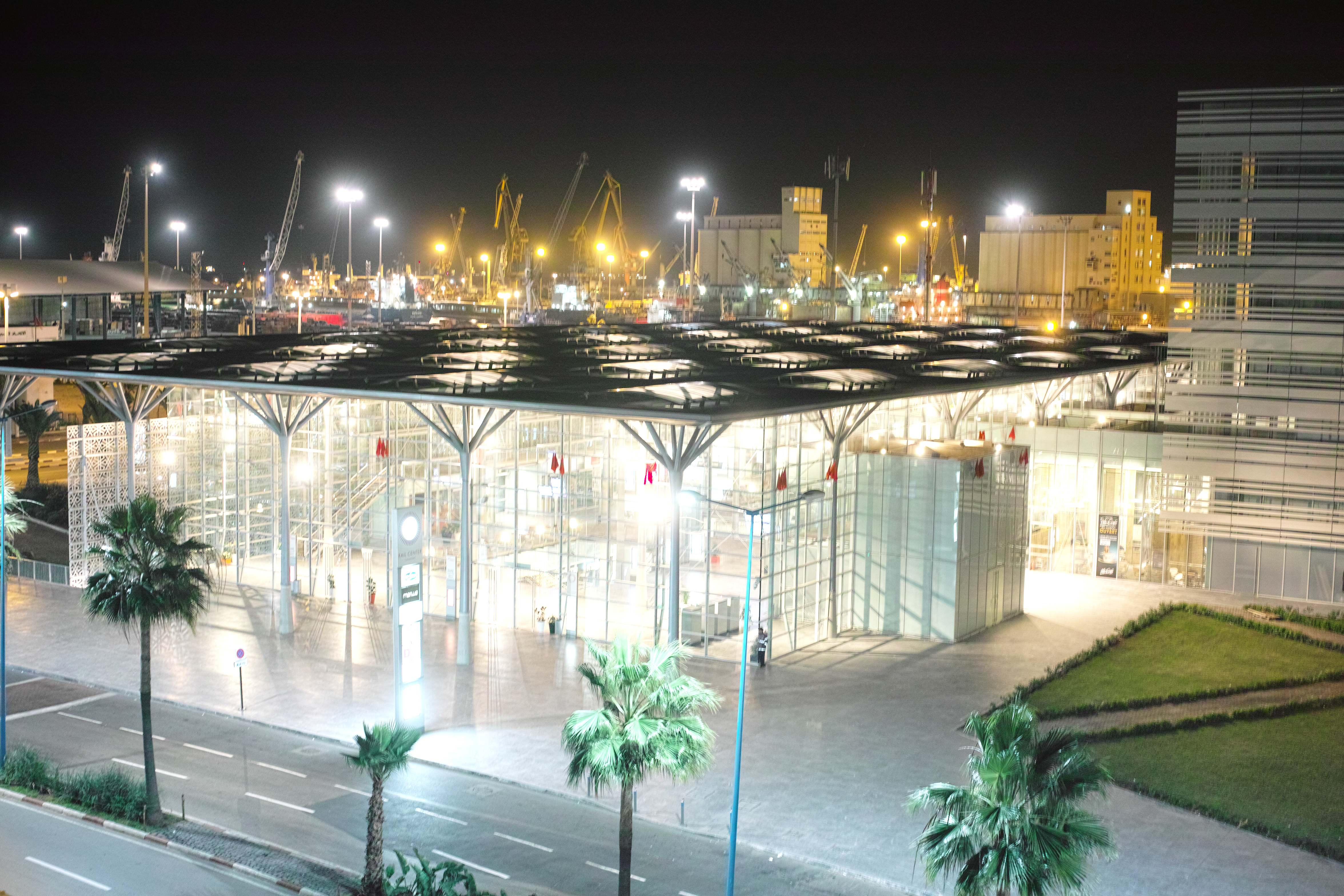
La nouvelle gare de Casa-Port

Les gares du réseau ONCF avaient beaucoup souffert du manque d'investissement durant le plan d'assainissement que la compagnie a connu deux décennies plus tôt, le premier rattrapage a eu lieu au lancement du contrat programme État-ONCF 2005-2009 où un plan de rénovation de 40 gares est validé, un plan qui a donné lieu à des gares plus spacieuses, plus confortables avec des boutiques, des cafés restaurants, des bureaux de location de voitures. Quelques gares ont vu la création de galeries commerciales sur deux niveaux avec des enseignes de mode, de fast food et d'opérateurs télécoms, une formule que l'ONCF appelle Rail Center et ambitionne de généraliser. Afin de contribuer à amortir les coûts des travaux de remise aux normes de ses gares l'opérateur ferroviaire a engagé une agence immobilière spécialisée dans la location des espaces commerciaux pour sélectionner les marques candidates aux locaux créés. Ainsi depuis 2005 plusieurs gares ont été rénovées dont les principales on peut citer :
- Le renouvellement et l'agrandissement de plusieurs gares dont celles de Safi, Youssoufia, Berrechid, Khouribga, El Jadida, Mohammedia, Rabat-Ville, Salé-Ville, Kénitra-Médina et Asilah.
- La construction de gares multimodales comme celles de Marrakech en 2008, Fès-Ville en 2010, Casa-Port en 2014 et le centre multifonctionnel de la gare d'Oujda en 2015.
- L'ONCF a construit sept gares sur la nouvelle ligne reliant Taourirt à Nador.
- L'ONCF a également construit quatre gares sur la nouvelle ligne reliant Tanger à son nouveau port.
- L'ONCF a également procédé à la construction de 4 nouvelles gares afin de pouvoir accueillir le TGV qui sont Tanger-Ville (intégré à la première gare faisant partie du premier plan d'agrandissement des gares) Kénitra, Rabat-Agdal et Casa-Voyageurs.
- L'ONCF a également décidé de rénover la gare de Rabat-Ville.
- L'entreprise a prévu la création d'une gare à Hay Riad à Rabat laquelle est en cours de construction. Son ouverture est prévue à partir du 2nd semestre 2025.

### Billets et tarification
- D'autre part, l'usage de billets Flashcode lisibles à l'aide de lecteurs optiques par les contrôleurs ONCF et la mise en place de la billetterie électronique mobile dans les trains avec centralisation de l'information a été une grande avancée quant à la gestion des flux voyageurs[28].
- À partir de septembre 2012 des guichets automatiques sont progressivement mis en place dans les gares ONCF[29]
- En mars 2015, l'ONCF a lancé la vente de billets en ligne[30].

### Numérisation des panneaux d'affichages
Cette section ne s'appuie pas, ou pas assez, sur des sources secondaires ou tertiaires indépendantes du sujet. Le texte peut contenir des analyses inexactes ou inédites de sources primaires.
Pour l'améliorer, ajoutez-en, ou placez des modèles {{Source secondaire souhaitée}} ou {{Source secondaire nécessaire}} sur les passages mal sourcés. (novembre 2023)
Avant les années 1990 les horaires des trains furent affichés en fixe dans les gares, les retards furent inscrits manuellement à la craie par un agent ONCF sur un tableau en face des quais, l'ensemble des trains furent omnibus. Avec la multiplication des doublements de voies et des nombres de rotations, l'ONCF s'est vu dans la nécessité d'assurer un affichage en temps réel des arrivées de trains, d'autant plus que l'opérateur a créé des trains express sans arrêts aux gares secondaires et qui exigent, en conséquence, un affichage interactif afin de ne pas se tromper de train.
L'installation du système de gestion du trafic "DA VINCI" a permis d'avoir une bonne précision des heures d'arrivée, l'affichage électronique en temps réel a commencé dès le début de l'année 2000 et a été généralisé à l'ensemble des gares.

## Travaux
Cette section ne s'appuie pas, ou pas assez, sur des sources secondaires ou tertiaires indépendantes du sujet. Le texte peut contenir des analyses inexactes ou inédites de sources primaires.
Pour l'améliorer, ajoutez-en, ou placez des modèles {{Source secondaire souhaitée}} ou {{Source secondaire nécessaire}} sur les passages mal sourcés. (novembre 2023)
À l'issue du contrat programme 2005-2009 qui avait coûté 18 milliards de dirhams, l'ONCF a porté le montant de ses investissements a 33 milliards de dirhams dans son nouveau contrat programme 2010-2015 signé avec l'État, un programme que la compagnie a baptisé Rihane 50 faisant allusion à son objectif de 50 millions de passagers en 2015. Vingt milliards de ce budget sont alloués à la grande vitesse et treize milliards restant au perfectionnement de son réseau existant.
Le projet Rihane 50 arrivant bientôt à son terme, l'ONCF a élaboré trois plans simultanés complémentaires : Stratégie 2025, Plan Maroc Rail 2040 et Plan Dessertes Régionales (PDR). Le premier programme décennal porte principalement sur le renouvellement des gares et du matériel roulant, le Plan Maroc Rail 2040 (PMR-2040) est un projet à long terme portant sur l'extension du réseau ferré de 1 500 km de LGV et de 2 700 km de lignes conventionnelles pour atteindre un réseau ferroviaire de 6 300 km en 2040. Parallèlement à ces deux plans l'ONCF est poussé à devenir un acteur de référence dans le transport régional grâce au Plan Dessertes Régionales (PDR), l'objectif de l'ensemble de ces programmes étant d'atteindre à terme 150 millions de passagers.

### Stratégie 2025

#### Le Yield Management dès 2018
L'ONCF prévoit quatre niveau de prix qui seront disponibles selon le type de train, le confort, le timing et l'anticipation du client. Pendant longtemps l'opérateur ferroviaire faisait face à un afflux massif durant les heures de pointe allant jusqu'à avoir des passagers voyageant debout pendant une bonne partie du trajet et des trains sous-remplis en heures creuses.
L'ONCF a préparé activement son plan Yield management qu'elle avait promis pour début 2016, les premiers tests ont été annoncés pour fin octobre 2015, cependant, l'adoption de l'augmentation de TVA sur les titres de transport ferroviaires a retardé ce programme. La hausse de la TVA de 14 a 20 % a été adoptée fin 2015 et mise en application à partir du premier janvier 2016, les associations de consommateurs ont fustigé la hausse générale des billets de train ce qui a découragé l'ONCF à appliquer de nouvelles hausses des prix aux heures de pointe. D'autre part, la poursuite des travaux sur plusieurs lignes et gares a occasionné de forts mécontentements chez la clientèle habituelle ; afin de garder ses parts de marché, l'ONCF a réduit le prix des cartes de fidélité qui permettent des remises allant jusqu'à 50 % sur les voyages réservées 48 heures en avance.

#### Modernisation du réseau
Entre 2015 et 2025 l'ONCF ne prévoyait pas de modifications majeures quant au linéaire de son réseau mise à part la connexion des deux nouveaux ports commerciaux de Nador West Med et Kénitra Atlantique[réf. nécessaire]. Cependant, les travaux de dédoublements, électrifications et renouvellement de rail & caténaires en cours ont été poursuivis et la majeure partie a été livrée en 2018.[réf. souhaitée].

#### Sécurisation des voies
Afin d'augmenter la sécurité des riverains aux abords des gares l'ONCF a lancé un vaste programme de suppressions de passages à niveau ainsi que la généralisation des passages souterrains dans les stations au service des voyageurs pour les changements de quais. Le nombre des passages à niveau par 100 km de rail au Maroc est certes inférieur à la moyenne des autres pays méditerranéens ; cependant, l'évolution du trafic ferroviaire sur un réseau aussi concentré que celui de l'ONCF engendre presque autant d'accidents avec les véhicules que les moyennes régionales. L'ONCF s'est donné comme objectif de supprimer 250 passages à niveau d'ici 2025 soit la moitié de ce qui était comptabilisé en 2009. Concernant les accidents de piétons traversant les voies l'ONCF avait entamé un vaste programme d’extension des murs de protection autour des rails en zones urbaines et d'ajout de passerelles piétons au-dessus des rails et de passages souterrains pour piétons, troupeaux et véhicules agricoles en zones d'habitations rurales.

#### Signalisation GSM-R
La signalisation ERTMS 2 (GSM-R) est en cours de déploiement, en plus de la gestion sécurisée du trafic ferroviaire elle sera également exploitée pour la signalisation routière au sein des passages à niveau restant en milieu rural ainsi qu'à l'automatisation des ouvertures et fermetures des barrières. La GSM-R sera portée sur 1 923 km du réseau

#### Rénovation des gares
En plus des gares déjà rénovées plusieurs autres gares seront remodelées d'ici 2025 pour augmenter leurs capacités dont cinq gares pour accueillir le TGV d'un investissement total de 2,70 milliards de dirhams (270 M$) comprenant deux gares à Rabat et trois autres gares LGV à Tanger, Kénitra et Casablanca[source secondaire souhaitée].

#### Augmentation de capacité
En 2025 l'ONCF a pour objectif d'atteindre 410 trains par jour hors TGV, pour le renouvellement de son parc actuel l'opérateur annonce une préférence pour des automotrices à grande capacité on peut entendre par ceci qu'il ferait appel à des automotrices duplex. L'ONCF prévoit l'acquisition de 80 voitures nouvelles et 120 automotrices.
Alstom a signé un contrat avec l'Office national des chemins de fer du Maroc (ONCF) pour fournir 18 trains à grande vitesse Avelia Horizon, d'une valeur de 781 millions d'euros. Ces trains, qui permettront de réduire le temps de trajet entre Tanger et Marrakech tout en limitant l'empreinte carbone, sont en grande partie fabriqués près de La Rochelle. Les premières livraisons sont prévues pour début 2026.

### Plan Dessertes Régionales
Avec le programme de régionalisation avancée en cours l'État marocain envisage d'impliquer l'ONCF dans une politique de transport régional intégrée afin de limiter la circulation routière autour des capitales des régions, le réseau classique est amené à être développé pour les déplacements inférieurs à 150 km.

### Plan Maroc Rail 2040
Cette section ne s'appuie pas, ou pas assez, sur des sources secondaires ou tertiaires indépendantes du sujet. Le texte peut contenir des analyses inexactes ou inédites de sources primaires.
Pour l'améliorer, ajoutez-en, ou placez des modèles {{Source secondaire souhaitée}} ou {{Source secondaire nécessaire}} sur les passages mal sourcés. (novembre 2023)
L'ONCF prévoit un réseau de LGV de 1 500 km affecté au transport longues distances (supérieur à 200 km), un nouveau linéaire de 2 700 km de rail classique est prévu pour atteindre un réseau ferré classique de 4 800 km soit un total de 6 300 km horizon 2040. Concernant le projet des 1 500 km de LGV ceci semble un peu ambitieux, même si l'ONCF a reporté cet objectif initial de 2030 à 2040 cela dépendra de plusieurs facteurs notamment du succès ou de l’échec de la première LGV en cours de construction actuellement. Quant au projet des 2 700 km de lignes classiques nouvelles il n'y a pas encore de précisions claires mis à part le chiffre avancé dernièrement par le ministre actuel marocain des transports évoquant 20 milliards de dollars pour les deux projets.

### La grande vitesse

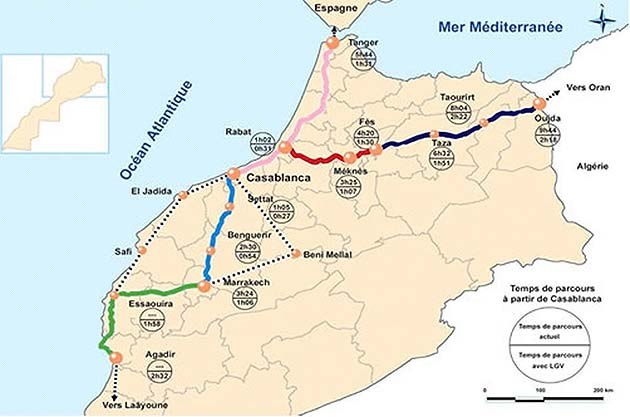
Lignes à grande vitesse devant être réalisées d'ici à 2040.

Projet phare national dont les retombées seront récoltées dans un premier temps par les habitants du bipôle Rabat-Casablanca et les villes situées au nord, la LGV Tanger-Kénitra permet d’effectuer le trajet en 2h10 depuis novembre 2018 au lieu de 4h45 aujourd’hui. La LGV Kénitra-Marrakech permettra de relier ces deux pôles économiques en 1h30 après la mise en service de l'extension de la LGV. Avec une grille horaire qui prévoirait un départ chaque heure et chaque 30 minutes en heures de pointe, ce seraient près de 8 millions de passagers qui sont attendus à terme. Le projet porte sur la construction d’une ligne à grande vitesse dont 431 km à 320 km/h et l’acquisition de 18 nouvelles rames Train à grande vitesse. Le montant d’investissement y afférent est de 20 milliards de dirhams.
L'entreprise prévoit un schéma directeur au sein d'un projet baptisé TGVM concernant la réalisation de 1 500 kilomètres de LGV marocaine pour 2040[source secondaire souhaitée] afin de relier l'ensemble du royaume par un moyen de transport écologique et propre. C’est dans ce contexte que l’ONCF a mené, en 2005-2006, une étude structurante ayant conduit à l’élaboration d’un schéma directeur pour le développement d’un réseau ferré de lignes pour trains à grande vitesse au Maroc TGVM.
Ce schéma directeur prévoit la construction d’un réseau LGV de 1 500 km à l’horizon 2030 comprenant la mise en place de deux lignes :
- Ligne atlantique : Tanger, Kénitra, Rabat, Casablanca, Marrakech, Agadir en moins de 4 heures
- Ligne maghrébine : Oujda, Taza, Fès, Meknès, Rabat, Casablanca en moins de 3 heures.

Le service commercial s'effectue sous la marque « Al Boraq », nom d'un cheval ailé dans la tradition islamique. Ce baptême a été effectué par le roi Mohammed VI, en juillet 2018[source secondaire souhaitée].
Colas, filiale du groupe Bouygues, a remporté trois contrats importants au Maroc d'une valeur totale de 430 millions d'euros (environ 4,4 milliards de dirhams), pour l'extension du réseau ferroviaire à grande vitesse entre Kénitra et Casablanca. Ce projet stratégique vise à relier Marrakech avant la Coupe du monde 2030, que le Maroc co-organisera avec l’Espagne et le Portugal. Il devrait renforcer la connectivité entre les grandes villes du pays et favoriser le développement économique. Colas, via ses filiales Les Grands Travaux Routiers (GTR) et Colas Rail, sera responsable de la construction d'infrastructures ferroviaires essentielles, y compris des travaux de génie civil et la modernisation de voies existantes. Ce projet fait partie d'un plan ambitieux de modernisation des infrastructures pour la Coupe du monde 2030, visant à améliorer la mobilité et à doter le pays d'un réseau ferroviaire de haute qualité.
Le gouvernement espagnol a accordé un prêt de 754,3 millions d'euros (environ 7,8 milliards de dirhams) au Maroc pour soutenir l'acquisition de nouveaux trains par l'Office national des chemins de fer (ONCF). Cette aide, fournie par le Fonds pour l'internationalisation de l'entreprise (FIEM) sous l'Institut de Crédit Officiel (ICO), vise à moderniser le réseau ferroviaire marocain.
Le projet comprend la fourniture de 168 nouveaux trains, incluant 18 trains à grande vitesse, 40 trains interurbains, 60 navettes rapides et 50 trains de banlieue. Plusieurs entreprises sont en compétition pour ce marché, telles que l'espagnol CAF, le sud-coréen Hyundai Rotem, ainsi que les chinois CRRC Zhuzhou Locomotive Co. et, précédemment, Alstom et Talgo, qui ont été écartés des appels d'offres pour certains segments.
Ce financement fait partie d'une stratégie d'expansion du réseau ferroviaire marocain, prévue pour accompagner les projets de développement du pays, en particulier en prévision de la Coupe du Monde de football 2030, coorganisée par le Maroc, l'Espagne et le Portugal. Le projet global nécessite un investissement de 87 milliards de dirhams (environ 8,8 milliards de dollars) pour la période 2025-2030,,.

#### LGV Tanger - Kénitra
La première, vers le nord constituée par la LGV Tanger-Casablanca, relie Tanger à Casablanca depuis 2018. Elle a fait l’objet d’un protocole d’accord entre le Maroc et la France qui porte sur la conception, la construction, l’exploitation et l’entretien[source secondaire souhaitée] de la nouvelle ligne à grande vitesse faisant partie du projet LGV Tanger-Casablanca dont 200 km entre Tanger et Kénitra à 320 km/h puis la desserte des villes de Rabat et Casablanca à une vitesse de 160 km/h dans les mêmes trains à grande vitesse Duplex sans rupture de charge. Le coût du projet selon des études préliminaires est estimé à 22 milliards de dhs. 
LGV Kénitra - Marrakech
Le second tronçon, vers le sud, reliera à terme en 2029 Kénitra à Marrakech.

### Gares multimodales
Cette section ne s'appuie pas, ou pas assez, sur des sources secondaires ou tertiaires indépendantes du sujet. Le texte peut contenir des analyses inexactes ou inédites de sources primaires.
Pour l'améliorer, ajoutez-en, ou placez des modèles {{Source secondaire souhaitée}} ou {{Source secondaire nécessaire}} sur les passages mal sourcés. (novembre 2023)
L'ONCF s'est lancée dans l'aménagement de gares multimodales. En plus de la vieillissante gare casa-voyageurs, l'ONCF a accompli avec succès la construction de la gare multimodale de Marrakech considérée comme la première aux normes au Maroc. En plus de la gare multimodale de Marrakech l'ONCF a aménagé d'autres gares multimodales secondaires notamment pour desservir les petits villages via Supratours. L'ONCF avait débuté à exploiter deux gares passagers multimodales rail-mer (Nador Beni Nsar) et rail-air (gare de l'aéroport de Casablanca), par la suite l'inauguration de la gare de Tanger Med a aussi permis d'accueillir directement des centaines de milliers de voyageurs effectuant la traversée par bateaux de l'Europe vers le Maroc. En ce qui concerne le transport multimodal marchandise pendant le protectorat le réseau ferré marocain contenait trois gares multimodales fret Tanger port sur la Méditerranée, Kénitra (port fluviale à dominante militaire) et Casablanca (port vrac). Aujourd'hui l'ONCF a fermé les deux gares multimodales Kenitra et l'anciennegare Tanger port, a rénové Casa port et a créé cinq nouvelles gares multimodales : Tanger Med (Port container+ passagers)), Nador Beni Nsar (vrac+Passagers), El Jadida (Phosphates+Energies), Mohammadia (port pétrolier) et Safi (Phosphates). Afin de parer à la saturation des ports de Tanger Med et de Casablanca, deux gares multimodales supplémentaires sont programmées au sein des nouveaux ports de Nador West Med et de Kénitra Atlantique. Le nouveau défi actuel de l'ONCF consiste à développer ses zones logistiques pour aménager cinq ports secs situés à des points stratégiques de son réseau Tanger (Ain Dalia), Oujda (Beni Oukil), Fes (Ben souda), Marrakech (Sidi Ghanem) et Casablanca (MITA). Le port sec Casa MITA est achevé et se veut le modèle à suivre pour les quatre autres en cours d’aménagement.

### Ports secs
Parallèlement au programme national de plateformes logistiques routières, l'ONCF a été mise à contribution pour élaborer des Zones d'Activité Logistiques (ZAL) garantes d'un transport alternatif écologique et rentable.
Après le succès du port sec de Casablanca MITA, l'ONCF est en cours de déploiement de plateformes logistiques[source secondaire souhaitée] dans les villes suivantes : Fès (Ben Souda), Marrakech (Sidi Ghanem), Tanger (Aïn Dalia) et Oujda (Beni Oukil).

### En projet
- Construction de la LGV Kénitra Marrakech (400 km)
- Construction de la LGV Marrakech - Agadir (240 km) ;
- Construction de la ligne Tanger Melloussa - Chrafate - Tétouan (42 km)[48] ;
- Construction de la LGV Rabat - Meknès[49] (130 km) ;
- Construction de la ligne Tanger Melloussa - Tétouan (42 km)[48] ;
- Construction de la ligne classique Oued Zem - Beni Mellal (90 km) ;
- Construction de la ligne classique Marrakech - Essaouira (177 km)
- Électrification de la ligne classique Taourirt - Nador (117 km).

### À l'étude
- Construction de la ligne Safi - Essaouira (125 km) ;
- Construction de la ligne Marrakech - Agadir (250 km) ;
- Construction de la ligne Agadir - Taroudant (90 km)[50] ;
- Construction de la ligne Agadir - Guelmim - Tan-Tan (350 km)[51] ;
- Construction de la ligne Tan-Tan - Laayoune (300 km)[51] ;
- Construction de la ligne Laayoune - Dakhla (510 km)[52].

## Incidents et accidents
- 28 septembre 1993 : Un train assurant la liaison entre Marrakech et Tanger a été percuté par un train de marchandises à Témara, faisant ainsi 14 morts et 103 blessés[réf. nécessaire].
- 1er mars 2000 : Un train assurant la liaison Tanger-Casablanca entre en collision avec un tracteur à Ksar El Kébir. Cet accident a fait 35 morts et 11 blessés graves[réf. nécessaire].
- 21 mai 2012 : Un train percute un auto-car scolaire dans les environs de Benguérir faisant ainsi 4 morts[réf. nécessaire].
- 27 août 2015 : Le train No 125 reliant Casablanca à Fès déraille et percute un autre train. Cet accident a fait 1 mort et une trentaine de blessés[réf. nécessaire].
- 17 février 2018 : À Tanger, une collision à un passage à niveau entre un train et véhicule des transports du personnel a fait 16 morts et 14 blessés[réf. nécessaire].
- 16 octobre 2018 : Le train No 9 assurant la liaison entre les villes de Rabat et Kénitra déraille dans la région de Sidi Bouknadel causant 7 morts et 125 blessés[53].